# Filipp Vigel

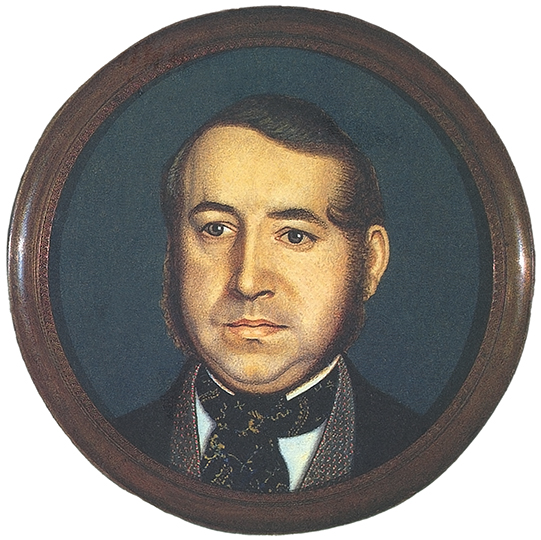
Filipp Vigel

Filipp Filippovich Vigel (Филипп Филиппович Вигель, Philip Philipovich Weigel; 1786-1856) là một quý tộc Nga gốc Thụy Điển, từng phục vụ trong bộ ngoại giao, tháp tùng Bá tước Golovkin trong chuyến công tác đến Trung Quốc năm 1805, chủ trì bộ tôn giáo nước ngoài và cai quản thị trấn Kerch.
Vigel đã chứng kiến mọi sự kiện lớn trong triều đại của Alexander I và trò chuyện với rất nhiều người nổi tiếng trong lĩnh vực văn hóa Nga, bao gồm cả các đồng nghiệp của ông tại Hiệp hội Arzamas như Alexander Pushkin, người đã nhẹ nhàng chế nhạo khuynh hướng đồng tính luyến ái của Vigel trong một bài thơ.
Vigel được nhớ đến chủ yếu nhờ những cuốn hồi ký phong phú về lịch sử nước Nga từ thời trị vì của Hoàng đế Paul đến Cuộc nổi dậy tháng 11 (1831). Chúng được xuất bản bởi Mikhail Katkov năm 1864; bản mở rộng (1892) xuất hiện trong bảy cuốn sách.
Những hồi tưởng của Vigel rất lôi cuốn, hấp dẫn và có thể trích dẫn dễ dàng. Cho đến nay, họ được coi là không đáng tin cậy khi họ liên quan đến giới văn học nghiêng về phương Tây như Nikolai Gogol và Pyotr Chaadayev. Vigel ghét họ một cách cuồng nhiệt. Chính Vigel đã tố cáo Chaadayev với chính quyền.